# Daniel Pérez Otero
Daniel Pérez Otero (L'Hospitalet de Llobregat, 28 febbraio 1990) è un cestista spagnolo.

## Palmarès
- Copa Princesa de Asturias: 1

Palencia: 2016
- Liga catalana: 1

Manresa: 2021